# Matelea meyeri
Matelea meyeri är en oleanderväxtart som beskrevs av R. E. Woodson. Matelea meyeri ingår i släktet Matelea och familjen oleanderväxter. Inga underarter finns listade i Catalogue of Life.